# Luk Mestdagh
Luk Mestdagh (Brugge, 1942 – Antwerpen, 6 mei 2014) was een Belgisch grafisch ontwerper en docent. Hij was lid van Designteam, het eerste grafisch ontwerpbureau in Vlaanderen. Naast zijn werk als zelfstandig vormgever, doceerde hij grafisch ontwerp aan Sint Lucas Antwerpen en aan de Provinciale Hogeschool Limburg in Hasselt.

## Biografie
Luk Mestdagh studeerde drukken, letterzetten en sierkunsten aan de kunstacademies in Brugge en in Gent. Daarna volgde hij lessen in het atelier Toegepaste Grafiek aan de Staatliche Kunstakademie in Düsseldorf. Daar werkte hij een tijdlang als assistent van professor W. Breker.
In 1967 startte Mestdagh als zelfstandig grafisch ontwerper in Brugge. Enkele jaren later, in 1975, voegde hij zich bij het ontwerpbureau Designteam in Antwerpen. Het was gesticht door de ontwerpers Rob Buytaert, Antoon De Vylder en Rudy Verelst. De samenwerking bleef echter maar een paar jaar duren.
Daarnaast werkte Mestdagh ook als docent in het hoger kunstonderwijs. Hij gaf les aan Sint Lucas Antwerpen en nadien ook aan de Provinciale Hogeschool Limburg.
Mestdagh was samen met Anton De Haan curator van Type an Sich. Onder deze naam organiseerde het Antwerpse ontwerpbureau Catapult een reeks tentoonstellingen over hedendaags letterontwerpen.
Luk Mestdagh was getrouwd en had meerdere kinderen. In het laatste deel van zijn leven leefde hij samen met kledingontwerpster Anne Kurris. Hij overleed na een langdurige ziekte.

## Werk
Mestdagh ontwierp culturele affiches maar ook merktekens, logo's, signalisatiesystemen en lettertypes, boeken en boekomslagen. Zo maakte hij bijvoorbeeld het logo en de huisstijl voor Antwerpen Cultuurstad 93. Hij werkte verder voor de Koning Boudewijnstichting, de Nationale Bank van België, de Belgische afdeling van het Amerikaanse computerbedrijf IBM, de Gazet van Antwerpen, de stad Brugge, de haven van Zeebrugge MBZ, de nv Aug. Van den Abeele, de nv Boss verven en Shell België.
Hij ontwierp een nummer van het designtijdschrift Kwintessens in 1994 (nummer 4). Hierin verbond hij de Bauhaus-gedachte (en de composities van Piet Zwart in Nederland) met de aankomende 21ste eeuw. Doorheen het hele nummer zijn fluoblauwe en fluoroze structuren, vlakken en titels gedrukt over de tekst en het beeld. Mestdagh maakte hier met deze visionaire opmaak – tegendraads zoals hijzelf – de aansluiting met de huidige generatie.

## Stijl
Over de stijl van zijn werk schreef auteur Hugo Puttaert: 
Luk’s werk getuigt van een zuivere doortastendheid. […] In zijn werk is steeds die frisse en inspirerende wisselwerking te zien tussen letter en beeld. Als een intelligente picturalist weet Luk steeds op een eigenzinnige manier met inkt en papier om te gaan. Met heldere, soms tegendraadse maar duidende communicatie tot gevolg.

## Voetnoot
1. ↑  Puttaert, Hugo  (2006). Luk Mestdagh: Een beminnelijke onruststoker. Addmagazine  2